# Elimination Chamber (2023)
Elimination Chamber (2023) (conhecido como No Escape na Alemanha) foi o 13º pay-per-view (PPV) de luta profissional do Elimination Chamber e evento de transmissão ao vivo produzido pela WWE. Foi realizado para lutadores das divisões de marca Raw e SmackDown da promoção. O evento aconteceu no sábado, 18 de fevereiro de 2023, no Bell Centre em Montreal, Quebec, Canadá. Este marcou o primeiro evento Elimination Chamber a ser realizado no Canadá e o segundo fora dos Estados Unidos, após o evento de 2022. Também marcou o primeiro grande evento da WWE a ser realizado em Montreal desde Breaking Point em setembro de 2009. Isso também marcou o primeiro evento Elimination Chamber a não apresentar um campeonato mundial sendo defendido dentro da câmara desde a edição de 2020.
Cinco partidas foram disputadas no evento. No evento principal, Roman Reigns derrotou Sami Zayn para reter o Campeonato Indiscutível Universal da WWE. Para as partidas Elimination Chamber do evento, houve uma masculino e uma feminino. No masculino, que era exclusivo do Raw, Austin Theory manteve o Campeonato dos Estados Unidos, que foi a primeira vez que o título foi disputado na estrutura, enquanto no feminino, que foi a luta de abertura e contou com lutadores do Raw e do SmackDown, Asuka do Raw venceu para ganhar uma luta pelo Campeonato Feminino do Raw na WrestleMania 39. Isso também fez de Asuka a primeira mulher a vencer as lutas Royal Rumble, Money in the Bank e Elimination Chamber.
O evento continuou a onda de aclamação da crítica da WWE, com os críticos elogiando unanimemente a execução do evento principal, com muitos considerando-o um candidato ao combate do ano da WWE. Os críticos também elogiaram as lutas Elimination Chamber e a luta mista de duplas Edge e Beth Phoenix vs. The Judgment Day (Finn Bálor e Rhea Ripley), mas alguns criticaram o final da partida Brock Lesnar vs. Bobby Lashley. Dave Meltzer do Wrestling Observer Newsletter avaliou todas as lutas, exceto uma, com quatro estrelas ou mais, com a classificação mais alta indo para o evento principal (4,75 estrelas) e a mais baixa para a luta Lesnar-Lashley (2,25 estrelas).

## Produção

### Introdução

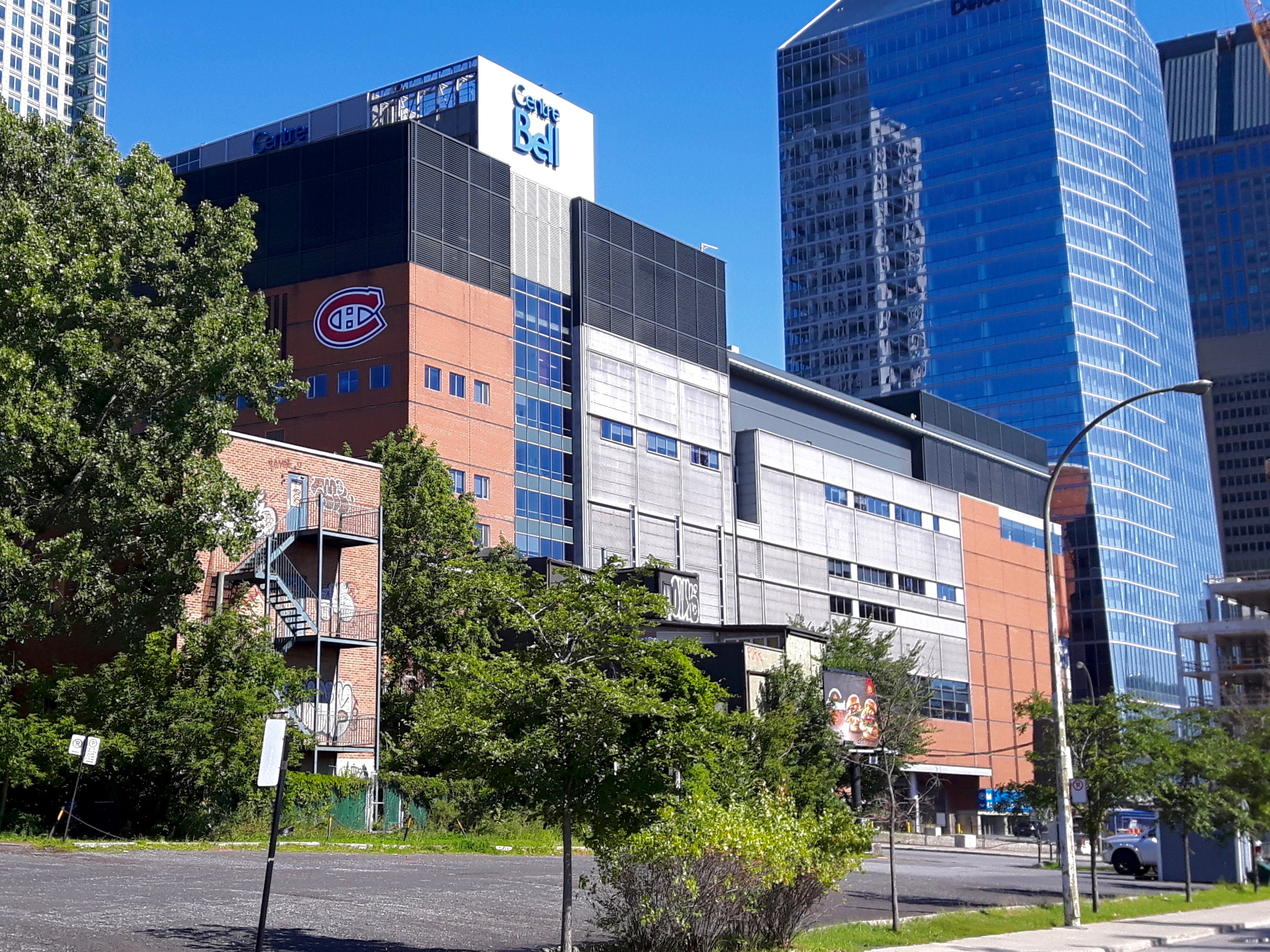
O evento foi realizado no Bell Centre em Montreal, Quebec

Elimination Chamber é um evento gimmick produzido pela primeira vez pela promoção americana WWE em 2010. Tem sido realizado todos os anos desde então, exceto em 2016, geralmente em fevereiro. O conceito do evento é que uma ou duas partidas do evento principal sejam disputadas dentro da Câmara de Eliminação, seja com campeonatos ou oportunidades futuras de campeonatos em jogo. Anunciado em 24 de outubro de 2022, o 13º evento Elimination Chamber está programado para acontecer no sábado, 18 de fevereiro de 2023, no Bell Centre em Montreal, Quebec, Canadá. Isso marca o primeiro evento Elimination Chamber a ser realizado no Canadá e o segundo a ser realizado fora dos Estados Unidos, após o evento 2022, que foi realizado na Arábia Saudita. Isso também marca o primeiro grande evento da WWE a ser realizado em Montreal desde Breaking Point em setembro de 2009. O evento irá ao ar em pay-per-view em todo o mundo e estará disponível para transmissão ao vivo no Peacock nos Estados Unidos e na WWE Network nos mercados internacionais. Também será a primeira Elimination Chamber a transmitir ao vivo no Binge na Austrália, depois que a versão australiana da WWE Network se fundiu com o canal Binge da Foxtel em janeiro. O evento contará com lutadores das marcas Raw e SmackDown. Também foi anunciado que o episódio de 17 de fevereiro do Friday Night SmackDown irá ao ar ao vivo no mesmo local. Os pacotes premium de hospitalidade começaram a ser vendidos em 28 de outubro, antes que os ingressos para o público em geral fossem disponibilizados em 18 de novembro.
Em 2011 e desde 2013, o show foi promovido como "No Escape" na Alemanha, pois temia-se que o nome "Câmara de Eliminação" pudesse lembrar as pessoas das câmaras de gás usadas durante o Holocausto.

### Rivalidades
Elimination Chamber incluirá lutas que resultam de histórias roteirizadas, onde lutadores retratam heróis, vilões ou personagens menos distinguíveis em eventos roteirizados que criam tensão e culminam em uma luta livre ou uma série de lutas. Os resultados são predeterminados pelos escritores da WWE nas marcas Raw e SmackDown. enquanto as histórias são produzidas nos programas de televisão semanais da WWE, Monday Night Raw e Friday Night SmackDown.
No dia 30 de janeiro, foi anunciado que Austin Theory defenderia o Campeonato dos Estados Unidos em uma luta Elimination Chamber, marcando a primeira vez que o título seria disputado na estrutura. As partidas de qualificação começaram no episódio daquela noite do Raw, com Seth "Freakin" Rollins, Johnny Gargano e Bronson Reed ganhando suas vagas na luta ao derrotar Chad Gable, Baron Corbin e Dolph Ziggler, respectivamente. As duas últimas partidas classificatórias aconteceram no episódio da semana seguinte, onde Damian Priest e Montez Ford conquistaram suas vagas ao derrotar Angelo Dawkins e Elias, respectivamente.
No episódio de 30 de janeiro do Raw, o oficial da WWE, Adam Pearce, anunciou que, devido à escolha da vencedora da luta Royal Rumble feminina para disputar o Campeonato Feminino do SmackDown na WrestleMania 39, a desafiante de Bianca Belair pelo Campeonato Feminino do Raw na WrestleMania seria determinada em uma luta Elimination Chamber, composta por lutadores do Raw e do SmackDown. As primeiras classificadas foram confirmadas como as quatro vice-campeãs na luta feminina do Royal Rumble: Asuka e Nikki Cross do Raw e Liv Morgan e Raquel Rodriguez do SmackDown. O quinto e o sexto lugares foram decididos em duas partidas fatais de quatro vias. A primeira luta aconteceu no episódio de 3 de fevereiro do SmackDown, com Natalya derrotando Shayna Baszler, Shotzi e Zelina Vega. enquanto a segunda ocorreu no Raw de 6 de fevereiro, onde o retorno de Carmella derrotou Candice LeRae, "Michin" Mia Yim, Piper Niven.
Depois que Roman Reigns reteve o Campeonato Indiscutível Universal da WWE no Royal Rumble, The Usos (Jey Uso e Jimmy Uso) e Solo Sikoa atacaram o oponente de Reigns, Kevin Owens, enquanto o membro honorário da Bloodline Sami Zayn assistia com incerteza, já que Owens era o ex-melhor amigo de Zayn. Como Reigns estava prestes a atacar um Owens indefeso com uma cadeira de aço, Zayn implorou a Reigns para parar. Reigns então ordenou que Zayn atacasse Owens com a cadeira e depois de ser repreendido por Reigns, Zayn se voltou e atacou Reigns com a cadeira. Zayn se desculpou com Jey e então Jimmy, Sikoa e Reigns atacaram Zayn enquanto um Jey emocionalmente perturbado assistia antes de deixar o ringue enquanto o resto do The Bloodline continuava derrotando Zayn e Owens. No episódio seguinte do SmackDown, Reigns abordou a situação antes de ser atacado pelas costas por Zayn, que disse que inicialmente não queria nada de Reigns, mas agora queria o Campeonato Indiscutível Universal da WWE. Jimmy e Sikoa então atacaram Zayn (Jey estava ausente no episódio) e Reigns aceitou seu desafio, afirmando que desde que Zayn machucou sua família, ele machucaria Zayn na frente de sua própria família em Montreal no Elimination Chamber.
No Extreme Rules em outubro de 2022, o membro do Judgment Day, Finn Bálor, derrotou Edge em uma luta "I Quit" depois que Rhea Ripley o forçou a desistir após ameaçar atacar a esposa de Edge, Beth Phoenix, com um con-chair-to. Apesar de Edge ter desistido, Ripley ainda atacou Phoenix com o con-chair-to. No Royal Rumble, Edge voltou como participante da luta masculina Royal Rumble, onde eliminou os membros do Judgment Day Bálor e Damian Priest, mas enquanto tentava eliminar Dominik Mysterio, Bálor e Priest o eliminaram. Depois disso, Edge brigou com The Judgment Day no corredor de entrada, e Ripley se envolveu, apenas para Phoenix derrubá-la. No episódio de 6 de fevereiro do Raw, Edge e Phoenix desafiaram Bálor e Ripley para uma luta de duplas mistas no Elimination Chamber, que Bálor aceitou.
No Raw is XXX em 23 de janeiro, Brock Lesnar voltou e custou a Bobby Lashley sua luta pelo Campeonato dos Estados Unidos. Lesnar apareceu pela última vez no Crown Jewel em novembro de 2022, onde derrotou Lashley, embora Lashley tenha dominado a partida. Os dois então competiram no Royal Rumble masculino, onde Lashley eliminou Lesnar. No Raw de 6 de fevereiro, Lesnar apareceu com um contrato de luta e desafiou Lashley para outra luta no Elimination Chamber. Lashley apareceu e disse que lhe daria uma resposta mais tarde, após revisar o contrato. Lesnar então atacou Lashley com dois F-5s. A assinatura do contrato oficial para uma partida no Elimination Chamber ocorrerá no episódio da semana seguinte.

## Resultados
| Nº                                          | Resultados                                                                                                   | Estipulações                                                                                             | Tempo |
| ------------------------------------------- | --- | --- | ----- |
| 1                                           | Asuka derrotou Liv Morgan, Nikki Cross, Raquel Rodriguez, Natalya e Carmella                                 | Luta Elimination Chamber para determinar a desafiante pelo Campeonato Feminino do Raw na WrestleMania 39 | 19:30 |
| 2                                           | Bobby Lashley derrotou Brock Lesnar                                                                          | Luta individual                                                                                          | 4:45  |
| 3                                           | Edge e Beth Phoenix derrotaram The Judgment Day (Finn Bálor e Rhea Ripley)                                   | Luta de duplas mistas                                                                                    | 13:50 |
| 4                                           | Austin Theory (c) derrotou Seth "Freakin" Rollins, Johnny Gargano, Bronson Reed, Damian Priest e Montez Ford | Luta Elimination Chamber pelo Campeonato dos Estados Unidos                                              | 31:30 |
| 5                                           | Roman Reigns (c) (com Paul Heyman) derrotou Sami Zayn                                                        | Luta individual pelo Campeonato Indiscutível Universal da WWE                                            | 32:20 |
| (c) – Refere-se aos campeões antes da luta. | | |       |

### Luta Elimination Chamber feminina
| Ordem de eliminação | Lutador a        | Entrada | Eliminada por:   | Método     | Tempo |
| ------------------- | ---------------- | ------- | ---------------- | ---------- | ----- |
| 1°                  | Nikki Cross      | 4       | Raquel Rodriguez | Pinfall    | 11:40 |
| 2°                  | Liv Morgan       | 2       | Asuka e Natalya  | Submissão  | 16:40 |
| 3°                  | Natalya          | 1       | Carmella         | Pinfall    | 17:25 |
| 4°                  | Raquel Rodriguez | 3       | Asuka e Carmella | Pinfall    | 18:25 |
| 5°                  | Carmella         | 5       | Asuka            | Submission | 19:30 |
| Vencedora           | Asuka            | 6       |                  |            |       |

### Luta Elimination Chamber do Campeonato dos Estados Unidos
| Ordem de eliminação | Lutador                | Entrada | Eliminado por: | Método  | Tempo |
| ------------------- | ---------------------- | ------- | -------------- | ------- | ----- |
| 1°                  | Bronson Reed           | 5       | Montez Ford    | Pinfall | 18:00 |
| 2°                  | Johnny Gargano         | 1       | Damian Priest  | Pinfall | 23:05 |
| 3°                  | Damian Priest          | 4       | Montez Ford    | Pinfall | 25:00 |
| 4°                  | Montez Ford            | 6       | Austin Theory  | Pinfall | 27:45 |
| 5°                  | Seth "Freakin" Rollins | 2       | Austin Theory  | Pinfall | 31:30 |
| Vencedor            | Austin Theory          | 3       |                |         |       |